# Redha Tukar
Redha Tukar Fallatah (arab. رضا تُكر فلاتة; ur. 29 listopada 1975 w Medynie) – saudyjski piłkarz grający na pozycji obrońcy.